# KCB77刺刀
KCB77刺刀（英語：KCB77 Bayonet，北約庫藏編號：1095-12-353-9348）是一款由德国艾克霍恩—索林根公司所生產的多用途刺刀。

## 歷史
KCB77的前身是在1960年代後期由艾克霍恩—索林根和荷蘭NWM公司為斯通納63武器系統所研製的KCB70刺刀。
KCB70的設計靈感來自AK系突擊步槍刺刀系統，具有長達7英寸的鋸齒刀身與鋼絲剪鉗，比美軍舊式的M7刺刀更為高級。
KCB77就是從KCB70所改進而成，改進了塑料配方並使握把更加堅固，以解決KCB70的塑料部件所遇到的碎裂問題。
KCB-77獲北約採用作為其制式刺刀，獲世界各國多種突擊步槍和特種部隊所採用；KCB-77亦曾參加1986年美國軍用刺刀選型，但最終中標的是M9刺刀。

## 概念
KCB77刺刀的設計，在於使軍用匕首和刺刀，除了具有切割和拼刺功能以外，還具有更為廣泛的使用範圍。
KCB77可以被用來作為戰鬥刀和實用工具，比如在野外環境當中用作榔頭、警棍，撬門和撬開彈藥箱的工具、地雷採針使用，或是在國內治安行動當中裝在步槍，以防止示威者從士兵手中奪槍。

## 設計
KCB77在刀身和刀鞘上均進行了防黴處理；刀鞘上具有鐵絲剪刃口、螺絲刀口和快速脫扣，而刃口和刀口有著藍寶石色磨削表面，並且由塑料套所保護，可防止刀鞘駐筍和螺絲刀口掛到植物或金屬線上，以減少給士兵帶來的意外傷害。
KCB77的刀背上具有鋸齒，橫檔護手處則具有瓶蓋起子，刀柄亦裝有為防灰塵進入彈性卡子中的防護套；同時刀柄與電絕緣，絕緣電壓達到了1,000伏特。
KCB77刀柄裡還裝有電壓測量器，其操作範圍在70—400伏特之間。當剪斷導線時，會點亮電壓測量器以上的小燈泡。使用者讓刀身接觸剪斷以後的導線兩端，便可知道哪一端仍然帶電。
KCB77的刀鞘上裝有旋鈕，操作者可以擰動旋鈕以調整拉力，使刀鞘與刀柄防護套緊密接合在一起，充當警棍使用。這樣，在國內治安行動中裝在步槍以上，可避免因刀鞘脫落、暴露刀身而造成危險。
若果KCB77的刀刃變鈍，使用者可將駐筍插入刀身的扁孔中，然後刀刃與刀鞘貼面配合，並且按逆時針旋轉到位，可使刀刃重新變得鋒利起來。

## 改進
艾克霍恩—索林根公司還對KCB77進行了後續的改進，改進以後的鋼絲剪鉗，能夠剪斷北約裝備的雙股扭絞型蒺藜鋼絲。
艾克霍恩—索林根公司同時研發一種照明系統，能夠沿著刀刃方向射出一道綠色的光，使刺刀在夜間亦可正常使用。
為了提高刺刀的效能，艾克霍恩—索林根公司還計劃為KCB77內置金屬探測器，使其可用作地雷探針。

## 衍生型

### 功能方面
| 版本          | 功能                                                         |
| ------------- | ------------------------------------------------------------ |
| KCB77 M1 0    | 裝有布伊刀型刀身的原始型，無切割和拼刺以外的功能。           |
| KCB77 M1      | 具有鋼絲剪鉗、螺絲刀和開瓶器的多用途刺刀。                   |
| KCB77 M1/KH   | 刀鞘具有可拆卸的紡織帶。                                     |
| KCB77 M1/L    | 長刀身型，刀鞘亦相應延長。                                   |
| KCB77 M1/LE   | 警用型。                                                     |
| KCB77 M1/P    | 鍍镍型，刀身及刀鞘各金屬部件都被鍍鎳。                       |
| KCB77 M1 L/KH | 長刀身型，刀鞘除了相應延長，亦具有可拆卸的紡織帶。           |
| KCB77 M1 L/P  | 長刀身鍍鎳型，刀鞘亦相應延長，長刀及刀鞘各金屬部件都被鍍鎳。 |

### 裝上步槍方面
| 版本     | 適配武器                          |
| -------- | --------------------------------- |
| KCB77 M1 | M16系列                           |
| KCB77 M2 | FN FAL系列                        |
| KCB77 M3 | HK G3系列                         |
| KCB77 M4 | M1卡宾枪                          |
| KCB77 M5 | SIG SG 510-4及以後的SIG製突擊步槍 |
| KCB77 M6 | 毛瑟Gew 98系列                    |
| KCB77 M7 | AK-47系列                         |

KCB77可以被AR-15系列、AR-18、斯泰爾AUG、IMI Galil、貝瑞塔AR70/90、FN FNC、SIG SG 550等突擊步槍和卡賓槍所使用。

## 使用國
- 愛爾蘭
- 荷蘭
  - 在2004年被CAN 2000式刺刀取代
- 西班牙
  - 以KCB–77 M1/KH-JS名義使用[1]

## 外部連結
- （英文）—Swiss KCB-77 Bayonet | Bayonets | Lawrance Ordnance （页面存档备份，存于）
- （英文）—KCB-77 M1 Variations （页面存档备份，存于）
- （英文）—Jims Militaria Collection - KCB 77 M1/L （页面存档备份，存于）
- （英文）—German Knife Shop—Eickhorn KCB-77 Bayonet Included Sheath （页面存档备份，存于）
- （英文）—Eickhorn Solingen KCB77LM1 KCB 77 L M1 Bayonet with Bowie-Type Blade （页面存档备份，存于）
- （英文）—Worldbayonets.com—Bayonets of Post-War Germany （页面存档备份，存于）
- （简体中文）—环球网—KCB77艾克洪索尼根刺刀 （页面存档备份，存于）
- （简体中文）—享譽世界的五把刺刀介紹

1. ↑  . worldbayonets.com.   [2025-05-16] （美国英语）.